# 유령박쥐
유령박쥐(Macroderma gigas)는 위흡혈박쥐과에 속하는 박쥐의 일종이다. 오스트레일리아 토착종으로 유령박쥐속(Macroderma)의 유일종이다. 유령박쥐라는 이름은 날개의 막, 즉 비막(飛膜)이 극히 얇아서 밤에 유령처럼 보이기 때문에 붙여진 이름이다. 유령박쥐는 등쪽에 회색빛 털을 갖고 있으며, 배 쪽은 희미한 회색 또는 흰색을 띤다. 길고 좁은 날개를 갖고 있지만, 꼬리는 없고 날개 길이는 평균 11cm이다. 암컷은 일반적으로 수컷보다 작다. 유령박쥐는 먼 거리로부터 소리를 듣기 위해 큰 귀를 갖고 있으며, 아주 날카로운 이빨로 먹이를 공격할 수 있다.

## 분포

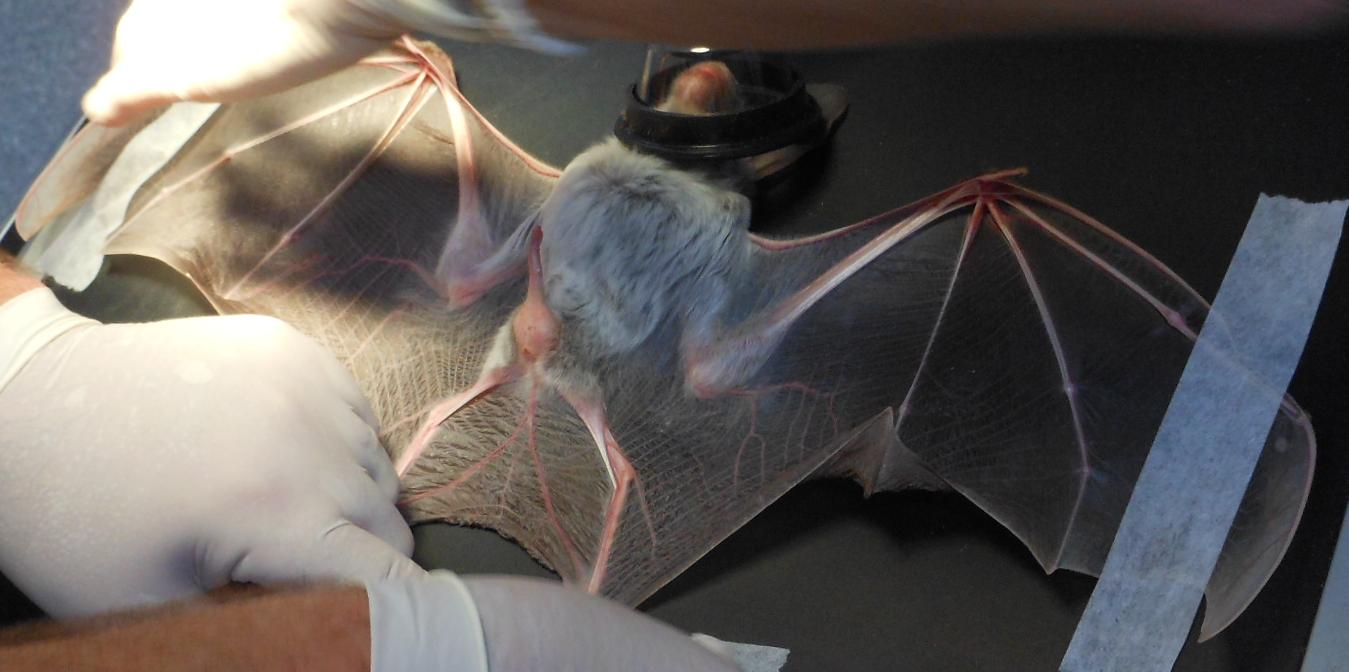
진정 상태에서 건강 상태 확인을 받는 유령박쥐의 앞 모습(2013년 사우스오스트레일리아 주)

유령박쥐는 웨스턴오스트레일리아 주 필바라 북부와 킴벌리의 토착종으로 노던 준주의 북쪽 끝단 그리고 퀸즐랜드 주 전역에 흩어져 서식한다. 화석을 분석 결과는 오스트레일리아 내의 분포 패턴이 확장과 수축의 두가지 물결로 변하는 모습을 보여주고 있으며, 개연성을 가진 원인은 기후 변화이다. 유령박쥐 개체군의 수는 1960년대의 450곳에서 1980년대에 150군데로 감소했다.